# Potápníkovití

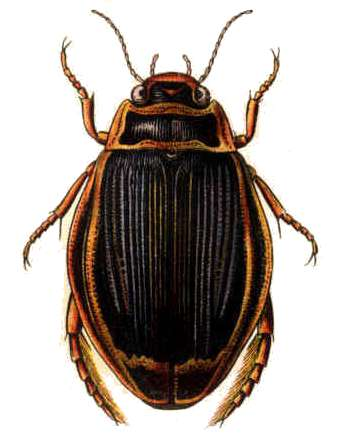
Dytiscus latissimus

Potápníkovití (Dytiscidae, z řeckého δυτικός, "umí se potápět") jsou čeledí brouků žijících ve vodě. Čeleď obsahuje asi 4000 druhů ve 160 rodech.
Potápníkovití jsou dokonale přizpůsobeni životu ve vodě. Jejich blízkými příbuznými jsou střevlíkovití. Nejvíce druhů žije ve stojatých vodách, jsou však i druhy, které žijí výhradně v horských bystřinách.

## Popis
Hlava splývá s obrysem člunkovitého těla. Třetí pár nohou je veslovací, umožňují plavání. Jako všichni brouci dýchají vzdušnicemi. zásoby vzduchu načerpávají při hladině pod krovky jejich odchlípením od zadečku.
Dospělci i larvy jsou masožravé.

## Taxonomie
Podčeleď Agabinae Thomson, 1867
- Agabus Leach, 1817 – potápník
- Agametrus Sharp, 1882
- Andonectes Guéorguiev, 1971
- Hydronebrius Jakovlev, 1897
- Hydrotrupes Sharp, 1882
- Ilybiosoma Crotch, 1873
- Ilybius Erichson, 1832 – kalužník
- Leuronectes Sharp, 1882
- Platambus Thomson, 1859 – plochobřich
- Platynectes Régimbart, 1879

Podčeleď Colymbetinae Erichson, 1837
- Anisomeria Brinck, 1943
- Bunites Spangler, 1972
- Carabdytes Balke, Hendrich & Wewalka, 1992
- Colymbetes Clairville, 1806 – potápěč
- Hoperius Fall, 1927
- Meladema Laporte, 1835
- Melanodytes Seidlitz, 1887
- Neoscutopterus J.Balfour-Browne, 1943
- Rhantus Dejean, 1833 – kropník
- Rugosus García, 2001
- Senilites Brinck, 1948

Podčeleď Copelatinae Branden, 1885
- Agaporomorphus Zimmermann, 1921
- Aglymbus Sharp, 1882
- Copelatus Erichson, 1832 – kropník
- Lacconectus Motschulsky, 1855
- Liopterus Dejean, 1833 – veslař
- Papuadytes Balke, 1998

Podčeleď Coptotominae Branden, 1885
- Coptotomus Say, 1830

Podčeleď Dytiscinae Leach, 1815
- Acilius Leach, 1817 – příkopník
- Aethionectes Sharp, 1882
- Austrodytes Watts, 1978
- Cybister Curtis, 1827 – křepčík
- Dytiscus Linnaeus, 1758 – potápník
- Eretes Laporte, 1833
- Graphoderus Dejean, 1833 – potápník/pruhoštítec
- Hydaticus Leach, 1817 – bařinník
- Hyderodes Hope, 1838
- Megadytes Sharp, 1882
- Miodytiscus Wickham, 1911
- Notaticus Zimmermann, 1928
- Onychohydrus Schaum & White, 1847
- Prodaticus Sharp, 1882
- Regimbartina Chatanay, 1911
- Rhantaticus Sharp, 1882
- Sandracottus Sharp, 1882
- Spencerhydrus Sharp, 1882
- Sternhydrus Brinck, 1945
- Thermonectus Dejean, 1833
- Tikoloshanes Omer-Cooper, 1956

Podčeleď Hydrodytinae K.B.Miller, 2001
- Hydrodytes K.B.Miller, 2001
- Microhydrodytes K.B.Miller, 2002

Podčeleď Hydroporinae Aubé, 1836
- Africodytes Biström, 1988
- Agnoshydrus Biström, Nilsson & Wewalka, 1997
- Allodessus Guignot, 1953
- Allopachria Zimmermann, 1924
- Amarodytes Régimbart, 1900
- Andex Sharp, 1882
- Anginopachria Wewalka, Balke & Hendrich, 2001
- Anodocheilus Babington, 1841
- Antiporus Sharp, 1882
- Barretthydrus Lea, 1927
- Bidessodes Régimbart, 1900
- Bidessonotus Régimbart, 1895
- Bidessus Sharp, 1882 – vlážník
- Borneodessus Balke, Hendrich, Mazzoldi & Biström, 2002
- Brachyvatus Zimmermann, 1919
- Calicovatellus K.B.Miller & Lubkin, 2001
- Canthyporus Zimmermann, 1919
- Carabhydrus Watts, 1978
- Celina Aubé, 1837
- Chostonectes Sharp, 1882
- Clypeodytes Régimbart, 1894
- Coelhydrus Sharp, 1882
- Comaldessus Spangler & Barr, 1995
- Crinodessus K.B.Miller, 1997
- Darwinhydrus Sharp, 1882
- Deronectes Sharp, 1882
- Derovatellus Sharp, 1882
- Desmopachria Babington, 1841
- Dimitshydrus Uéno, 1996
- Geodessus Brancucci, 1979
- Gibbidessus Watts, 1978
- Glareadessus Wewalka & Biström, 1998
- Graptodytes Seidlitz, 1887
- Haideoporus Young & Longley, 1976
- Hemibidessus Zimmermann, 1921
- Heroceras Guignot, 1950
- Herophydrus Sharp, 1882
- Heterhydrus Fairmaire, 1869
- Heterosternuta Strand, 1935
- Hovahydrus Biström, 1982
- Huxelhydrus Sharp, 1882
- Hydrocolus Roughley & Larson, 2000
- Hydrodessus J.Balfour-Browne, 1953
- Hydroglyphus Motschulsky, 1853
- Hydropeplus Sharp, 1882
- Hydroporus Clairville, 1806 – potápníček
- Hydrovatus Motschulsky, 1853
- Hygrotus Stephens, 1828 – hlubinník
- Hyphoporus Sharp, 1882
- Hyphovatus Wewalka & Biström, 1994
- Hyphydrus Illiger, 1802 – norec
- Hypodessus Guignot, 1939
- Iberoporus Castro & Delgado, 2001
- Kintingka Watts & Humphreys, 1999
- Kuschelydrus Ordish, 1976
- Laccornellus Roughley & Wolfe, 1987
- Laccornis Gozis, 1914 – vodošlap
- Leiodytes Guignot, 1936
- Limbodessus Guignot, 1939
- Liodessus Guignot, 1939
- Lioporeus Guignot, 1950
- Megaporus Brinck, 1943
- Metaporus Guignot, 1945
- Methles Sharp, 1882
- Microdessus Young, 1967
- Microdytes J.Balfour-Browne, 1946
- Morimotoa Uéno, 1957
- Nebrioporus Régimbart, 1906
- Necterosoma W.J. Macleay, 1871
- Neobidessus Young, 1967
- Neoclypeodytes Young, 1967
- Neoporus Guignot, 1931
- Nirripirti Watts & Humphreys, 2001
- Oreodytes Seidlitz, 1887
- Pachydrus Sharp, 1882
- Pachynectes Régimbart, 1903
- Papuadessus Balke, 2001
- Paroster Sharp, 1882
- Peschetius Guignot, 1942
- Phreatodessus Ordish, 1976
- Platydytes Biström, 1988
- Porhydrus Guignot, 1945
- Primospes Sharp, 1882
- Procoelambus Théobald, 1937
- Pseuduvarus Biström, 1988
- Pteroporus Guignot, 1933
- Queda Sharp, 1882
- Rhithrodytes Bameul, 1989
- Sanfilippodytes Franciscolo, 1979
- Scarodytes Gozis, 1914
- Schistomerus Palmer, 1957
- Sekaliporus Watts, 1997
- Sharphydrus Omer-Cooper, 1958
- Siamoporus Spangler, 1996
- Siettitia Abeille de Perrin, 1904
- Sinodytes Spangler, 1996
- Sternopriscus Sharp, 1882
- Stictonectes Brinck, 1943
- Stictotarsus Zimmermann, 1919
- Stygoporus Larson & LaBonte, 1994
- Suphrodytes Gozis, 1914
- Tepuidessus Spangler, 1981
- Terradessus Watts, 1982
- Tiporus Watts, 1985
- Trichonectes Guignot, 1941
- Trogloguignotus Sanfilippo, 1958
- Tyndallhydrus Sharp, 1882
- Typhlodessus Brancucci, 1985
- Uvarus Guignot, 1939
- Vatellus Aubé, 1837
- Yola Gozis, 1886
- Yolina Guignot, 1936

Podčeleď Laccophilinae Gistel, 1856
- Agabetes Crotch, 1873
- Africophilus Guignot, 1948
- Australphilus Watts, 1978
- Japanolaccophilus Satô, 1972
- Laccodytes Régimbart, 1895
- Laccophilus Leach, 1815 – bahník
- Laccoporus J.Balfour-Browne, 1939
- Laccosternus Brancucci, 1983
- Napodytes Steiner, 1981
- Neptosternus Sharp, 1882
- Philaccolilus Guignot, 1937
- Philaccolus Guignot, 1937
- Philodytes J.Balfour-Browne, 1939

Podčeleď Lancetinae Branden, 1885
- Lancetes Sharp, 1882

Podčeleď Matinae Branden, 1885
- Allomatus Mouchamps, 1964
- Batrachomatus Clark, 1863
- Matus Aubé, 1836

Incertae sedis
- Cretodytes Ponomarenko, 1977
- Palaeodytes Ponomarenko, 1987